# David Jones (desarrollador de videojuegos)
David Jones (nacido en 1966) es un programador de videojuegos y empresario británico que fundó DMA Design en 1988 (ahora conocida como Rockstar North a partir de 2002) y Realtime Worlds en 2002. Jones creó las series de videojuegos de Lemmings y la aclamada Grand Theft Auto (que más tarde dio lugar a muchas secuelas con éxito). Jones fundó la compañía de videojuegos de ordenador Realtime Worlds en 2002, donde trabajó como director creativo de la empresa. Su trabajo más reciente fue la creación de la franquicia original Crackdown para la consola Xbox 360 y el videojuego multijugador masivo en línea libre, APB: All Points Bulletin.

## Biografía
La carrera de David Jones comenzó con el videojuego indie Menace que él lanzó en 1988. El juego vendió 15 000 copias y Jones pasó a hacer un segundo juego, Blood Money. Con su compañía DMA Design, Jones creó Lemmings, ganando con él diversos premios, incluyendo el Juego del Año en Europa en dos ocasiones. Con DMA Design llegó a crear Grand Theft Auto. En 2012 Jones reveló que gran parte de la controversia en torno a Grand Theft Auto fue diseñado por su publicista.
En 2002 Jones fundó Realtime Worlds con quien desarrolló Crackdown y APB: All Points Bulletin.
Jones fue el orador principal de los World Cyber Games en 2004, donde dijo que consideraba que la corriente principal del videojuego multiplataforma sería el futuro de los videojuegos, y para el 2009 desarrolló una conferencia en Brighton.
En 2012 Jones comenzó a trabajar en ChronoBlade, un RPG de acción de Facebook, con Stieg Hedlund como parte del equipo de desarrollo nWay con sede en San Francisco.

## Obras
| - Menace (1988) - Blood Money (1989) - Lemmings (1991) - Oh No! More Lemmings (1991) - Leander (1991) - Shadow of the Beast (1992) - Lemmings 2: The Tribes (1993) - Holiday Lemmings (1993) - Hired Guns (1993) - The Lemmings Chronicles (1994) | - Grand Theft Auto (1997) - Body Harvest (1998) - Space Station Silicon Valley (1998) - Tanktics (1999) - Grand Theft Auto 2 (1999) - Mobile Forces (2002) - Crackdown (2007) - APB: All Points Bulletin (2010) - Crackdown (2016) |